# Mimusops caffra
Mimusops caffra là một loài thực vật có hoa trong họ Hồng xiêm. Loài này được E.Mey. ex A.DC. mô tả khoa học đầu tiên năm 1844.

## Hình ảnh

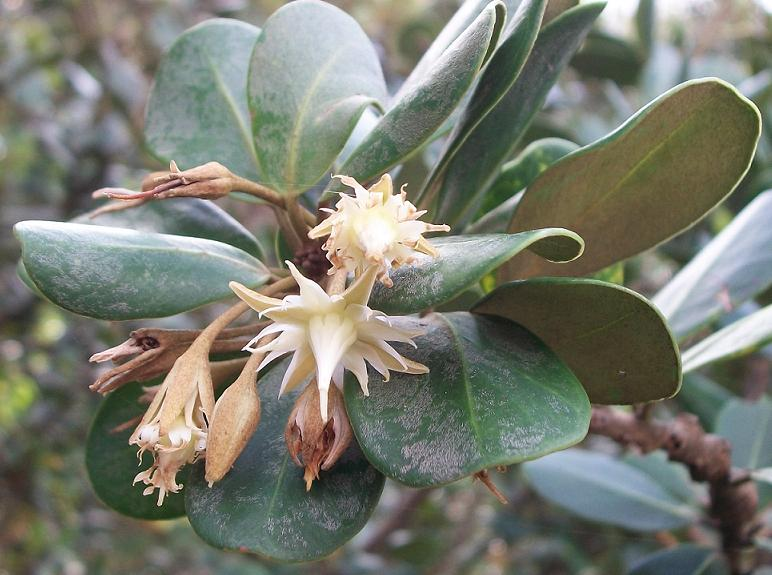
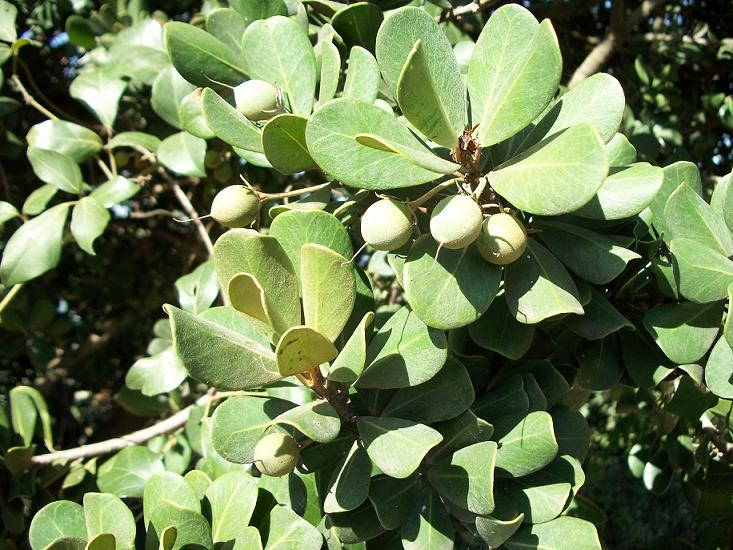
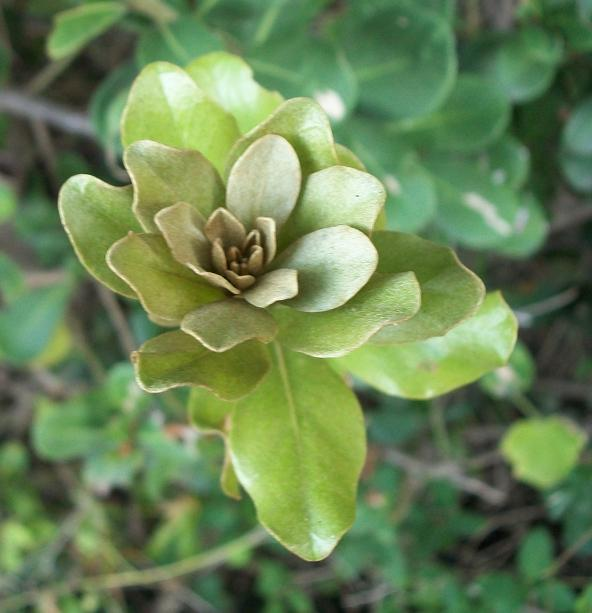
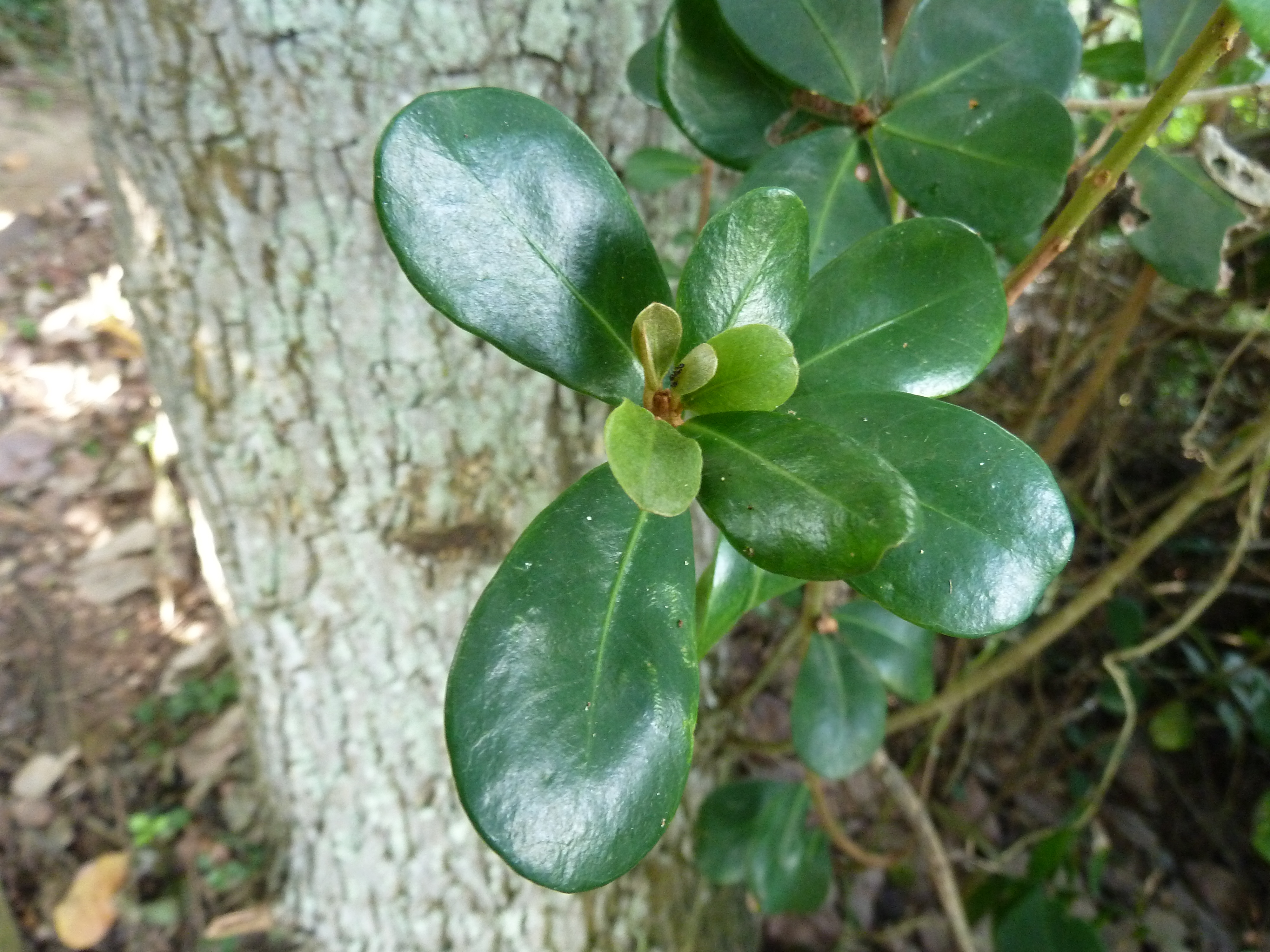